# Tatiana Proskouriakoff

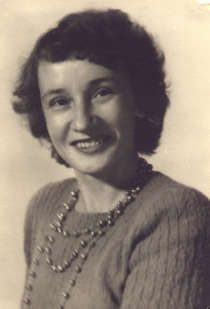
Tatiana Proskouriakoff

Tatiana Avenirovna Proskouriakoff (Russisch: Татьяна Авенировна Проскурякова, Tatjana Avenirovna Proskoerjakova) (Tomsk, 23 januari 1909 – Cambridge, 30 augustus 1985) was een Russisch-Amerikaans architecte, archeologe en taalkundige. Proskouriakoff is vooral bekend van haar bijdrage aan de ontcijfering van het Mayaschrift.
Proskouriakoff werd geboren in Tomsk in het Russische Rijk. In 1915 verhuisde zij met haar familie naar de Verenigde Staten omdat haar vader van tsaar Nikolaas II de opdracht had gekregen aldaar de munitieproductie voor de Eerste Wereldoorlog te overzien. Wegens het uitbreken van de Russische Revolutie kon de familie niet terugkeren naar Rusland; Proskouriakoff zou haar geboorteland slechts eenmaal bezoeken, om mede-mayanist Joeri Knorozov te ontmoeten.
Proskouriakoff studeerde af als architecte aan de Universiteit van Pennsylvania. In 1936 werkte zij voor de universiteit aan de reconstructie van de Guatemalteekse Mayavindplaats Piedras Negras. Mayadeskundige Sylvanus Morley was onder de indruk van haar werk aldaar en zorgde ervoor dat zij een reis kon maken naar Yucatán en Honduras, waar zij reconstructietekeningen maakte van de vervallen Mayasteden, waaronder Chichén Itzá, Xpuhil en Copán. Bij terugkeer kreeg zij een betrekking aan de Carnegie Institution.
Hierna ging zij zich richten om de Mayahiërogliefen. Na onderzoeken in de jaren 50 en 60 concludeerde zij dat deze hiërogliefen niet slechts wiskundige en astronomische verhandelingen waren, maar verhalende teksten bevatten over de geschiedenis van de verschillende Mayasteden. Mede deze ontdekking leidde ertoe dat vanaf de jaren 60 de eerste Mayateksten gelezen konden worden.
De laatste jaren van haar leven besteedde Proskouriakoff aan het inventariseren van jaden voorwerpen uit Chichén Itzá. Ze overleed in 1985.
- Biblioteca Nacional de España: XX1405497
- Bibliothèque nationale de France: cb134835977 (data)
- CiNii: DA07443349
- Gemeinsame Normdatei: 124868045
- International Standard Name Identifier: 0000 0001 2141 1157
- Library of Congress Control Number: n88664404
- Nationale bibliotheek van Australië: 35698846
- Nationale Bibliotheek van Israël: 987007391946305171
- Nederlandse Thesaurus van Auteursnamen: 146829026
- Réseau des bibliothèques de Suisse occidentale: 02-A003714237
- SNAC: w6xh0hrf
- Système universitaire de documentation: 074660667
- Union List of Artist Names: 500240358
- Virtual International Authority File: 79147612
- WorldCat: E39PBJdrHgYGYRHqCYrqpwqmh3